# Stuart Pankin
Stuart Pankin (Filadelfia, 8 aprile 1946) è un attore statunitense.

## Vita privata
È sposato con l'attrice Joy dal 1974 ed ha un figlio, Andy.

## Filmografia parziale

### Cinema
- Stop a Greenwich Village (Next Stop, Greenwich Village), regia di Paul Mazursky (1976)
- Scavenger Hunt, regia di Michael Schultz (1979)
- Hangar 18, regia di James L. Conway (1980)
- Prigionieri della Terra (Earthbound), regia di James L. Conway (1981)
- Triade chiama Canale 6 (An Eye for an Eye), regia di Steve Carver (1981)
- Vertenza inconciliabile (Irreconcilable Differences), regia di Charles Shyer (1984)
- Sogno a due ruote (The Dirt Bike Kid), regia di Hoite C. Caston (1985)
- Attrazione fatale (Fatal Attraction), regia di Adrian Lyne (1987)
- Amore di strega (Love at Stake), regia di John C. Moffitt (1987)
- A.A.A. Detective chiaroveggente offresi (Second Sight), regia di Joel Zwick (1989)
- Aracnofobia (Arachnophobia), regia di Frank Marshall (1990)
- Aiuto! Mi sono persa a New York (Mannequin: On the Move), regia di Stewart Raffill (1991)
- Che vita da cani! (Life Stinks), regia di Mel Brooks (1991)
- Il cannibale metropolitano (The Vagrant), regia di Chris Walas (1992)
- Innocenza tradita (Betrayal of the Dove), regia di Strathford Hamilton (1993)
- Il silenzio dei prosciutti (The Silence of the Hams), regia di Ezio Greggio (1994)
- Il guerriero del falco (Squanto: A Warrior's Tale), regia di Xavier Koller (1994)
- Inviati molto speciali (I Love Trouble), regia di Charles Shyer (1994)
- Congo, regia di Frank Marshall (1995)
- Il grande bullo (Big Bully), regia di Steve Miner (1996)
- Striptease, regia di Andrew Bergman (1996)
- Patto con la morte (The Settlement), regia di Mark Steilen (1999)
- The Artist, regia di Michel Hazanavicius (2011)
- American Christmas, regia di Jaymes Camery (2019)
- Our (Almost Completely True) Love Story, regia di Don Scardino (2021)

### Televisione
- Zenon - Ragazza stellare (Zenon: Girl of the 21st Century), regia di Kenneth Johnson – film TV (1999)
- Walker Texas Ranger – serie TV, episodio 8x05 (1999)
- Dharma & Greg - serie TV, 3 episodi (1998-2001)
- Zenon - La nuova avventura (Zenon: The Zequel), regia di Manny Coto – film TV (2001)
- Raven – serie TV, 3 episodi (2003-2004)
- Zenon: Z3, regia di Steve Rash – film TV (2004)
- Desperate Housewives – serie TV, 1 episodio (2012)

## Doppiatori italiani
- Paolo Buglioni in Attrazione fatale
- Claudio Fattoretto in Aracnofobia
- Carlo Sabatini in Il silenzio dei prosciutti
- Pasquale Anselmo in Inviati molto speciali
- Giorgio Lopez in Squanto - Il guerriero del falco